# Kuhmoinen
Kuhmoinen (schwedisch Kuhmois) ist eine Gemeinde mit 2119 Einwohnern (Stand 31. Dezember 2022) in Mittelfinnland. Sie liegt etwa auf halber Strecke zwischen den Großstädten Jyväskylä und Lahti am Westufer des Päijänne-Sees.

## Gemeinde
Neben dem Kirchdorf Kuhmoinen zählen zur Gemeinde die Dörfer Äkämäki, Anttula, Harmoinen, Kaukola, Leppäkoski, Lästilä, Närvä, Pihlajakoski, Pihlajalahti, Puukkoinen, Päijälä, Rasi, Ruolahti, Sappee, Suurijärvi, Tapiala, Tehi und Valkeala.

## Wappen
Beschreibung des Wappens: Im silbernen Schild drei rote Balken mit auf der oberen Seite gewellten Schnittkante.

## Lage
Auf dem Gemeindegebiet finden sich neben dem Päijänne noch 160 kleinere Seen; die malerische Landschaft inspirierte vor allem um 1900 Maler der finnischen Nationalromantik wie Pekka Halonen, Kalle Löytänä, Marcus Collin und Väinö Hämäläinen. Der 19 km² große Nationalpark Isojärvi liegt im Süden der Gemeinde und wurde 1982 eingerichtet.

## Geschichte
Kuhmoinen ist seit der Steinzeit besiedelt, erst im Jahr 1992 entdeckte Steinritzungen beim Dorf Lästilä werden auf ein Alter von 6.000 Jahren geschätzt. Auf der Insel Papinsaari wurden mittelalterliche Artefakte gefunden, darunter  ein als „Hähne von Kuhmoinen“ (Kuhmoisten kukot) bekanntes Amulett, das möglicherweise byzantinischen Ursprungs ist.

## Sehenswürdigkeiten
Die Pfarrkirche von Kuhmoinen ist eine schlichte hölzerne Kreuzkirche mit freistehendem Glockenturm und wurde 1784–85 nach Plänen von Matti Åkerblom errichtet. Das Ortsbild des Kirchdorfs und der anderen Siedlungen ist heute weitgehend von Neubauten geprägt. Eine Ausnahme stellt das Wegedorf Päijälä dar, dessen Holzhäuser zum Gutteil aus dem 19. Jahrhundert stammen. Der Bauernhof Huhtalan talo im Nationalpark Isojärvi wurde bereits im frühen 17. Jahrhundert errichtet.

## Politik
In Kuhmoinen ist die konservative Nationalen Sammlungspartei die stärkste politische Kraft. Sie überflügelte bei der Kommunalwahl 2008 die bis dahin dominierende Zentrumspartei, erhielt über ein Drittel der Stimmen und stellt und im Gemeinderat, der höchsten Entscheidungsinstanz bei lokalen Angelegenheiten, 8 von 21 Abgeordneten. Die Zentrumspartei erhielt nach großen Stimmeneinbußen nur mehr 30,9 % der Stimmen und sieben Mandate. Die drittgrößte Fraktion stellen die Sozialdemokraten mit fünf Sitzen, ein Mandat errangen die Christdemokraten.
| Partei                    | Wahlergebnis 2008 | Sitze |
| ------------------------- | ----------------- | ----- |
| Nationale Sammlungspartei | 34,9 %            | 8     |
| Zentrumspartei            | 30,9 %            | 7     |
| Sozialdemokraten          | 23,4 %            | 5     |
| Christdemokraten          | 7,6 %             | 1     |